# Pois (motif)
Pour les articles homonymes, voir Pois (homonymie).

Maillot blanc à gros pois rouges, remis au vainqueur du Grand Prix de la Montagne, à l'issue du Tour de France.

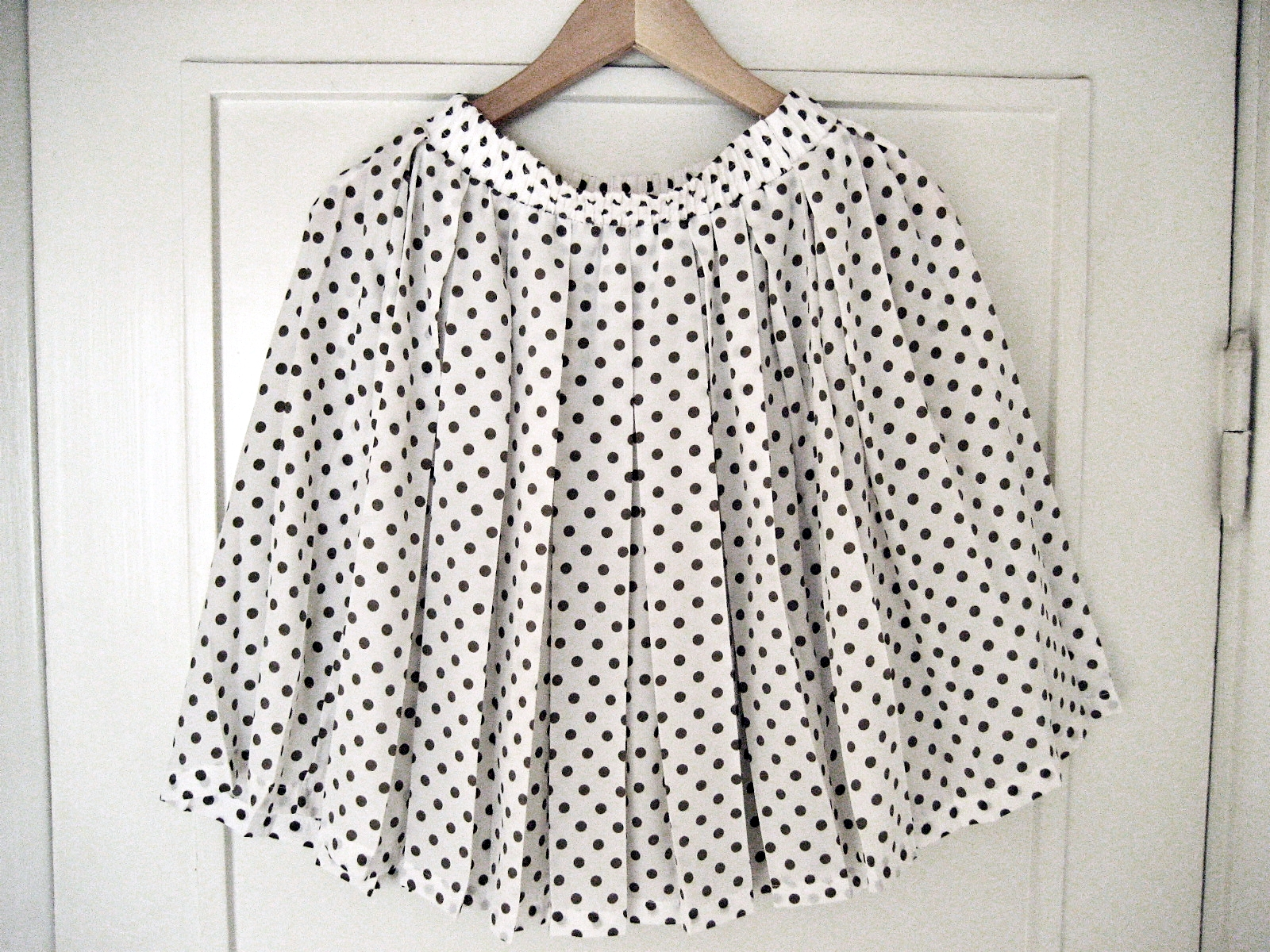
Une jupe à pois.

Les pois sont un motif composé de points. Ce motif peut être des points alignés ou des points arrangés aléatoirement, de même ou différentes couleurs, et de même ou différentes tailles.